# 13980 Neuhauser
13980 Neuhauser este un asteroid din centura principală de asteroizi.

## Descriere
13980 Neuhauser este un asteroid din centura principală de asteroizi. A fost descoperit pe 2 iulie 1992 la Observatorul Palomar de Eleanor Francis Helin. Asteroidul prezintă o orbită caracterizată de o semiaxă mare de 2,66 ua, o excentricitate de 0,18 și o înclinație de 10,9° în raport cu ecliptica.